# 卡特琳·萨斯
卡特琳·萨斯（德語：Katrin Sass，1956年10月23日—），女，德国演员。曾获得柏林国际电影节最佳女演员银熊奖。